# Aspergillus eburneocremeus
Aspergillus eburneocremeus är en svampart som beskrevs av Sappa 1954. Aspergillus eburneocremeus ingår i släktet Aspergillus och familjen Trichocomaceae.   Inga underarter finns listade i Catalogue of Life.